# Tortella mooreae
Tortella mooreae là một loài rêu trong họ Pottiaceae. Loài này được Sainsbury mô tả khoa học đầu tiên năm 1949.